# Vanja Milinković-Savić
Vanja Milinković-Savić (ur. 20 lutego 1997 w Ourense) – serbski piłkarz występujący na pozycji bramkarza we włoskim klubie SSC Napoli, na wypożyczeniu z Torino FC.

## Kariera klubowa
Vanja Milinković-Savić swoją karierę rozpoczynał w austriackim klubie Grazer AK, gdzie wraz z bratem Sergejem grał w drużynach młodzieżowych. W tym czasie zawodnikiem Grazer AK był ich ojciec, Nikola Milinković. W 2006 roku Vanja wrócił do Serbii i związał się z klubem FK Vojvodina. Trafił do drużyny do lat 19, a następnie występował w drugiej drużynie. 2 kwietnia 2014 roku podpisał swój pierwszy profesjonalny kontrakt z FK Vojvodina, po czym 1 lipca tego samego roku ogłoszono, że wychowanek serbskiego klubu przechodzi do Manchesteru United za kwotę 1,75 mln euro. Podpisał pięcioletni kontrakt z angielskim zespołem i natychmiast został wypożyczony do Vojvodiny w barwach, której zadebiutował w serbskiej ekstraklasie w wygranym 3:0 meczu z OFK Belgrad. Po sezonie 2014/2015 miał dołączyć do Manchesteru United, nie udało się tego zrealizować ponieważ nie dostał pozwolenia na pracę. W związku z powyższym angielski klub rozwiązał umowę z Vanją, a ten na zasadzie wolnego transferu dołączył do Lechii Gdańsk. Umowę podpisano 1 stycznia 2016 roku i miała obowiązywać przez 4,5 roku. W barwach gdańskiego klubu zadebiutował w spotkaniu Ekstraklasy wygranym 5:1 z Jagiellonią Białystok. Po sezonie 2016/2017 Vanja dołączył do zespołu Serie A, Torino FC. Umowa opiewała na kwotę 2,60 mln euro, a kontrakt ma obowiązywać do 2020 roku.  Bramkarz zadebiutował w nowym zespole w spotkaniu ligowym wygranym 2:1 przeciwko Genoa CFC. Był to jego czwarty, ale jedyny ligowy występ w barwach Torino FC. Na kolejny sezon został wypożyczony do SPAL 2013, innego zespołu Serie A. Zadebiutował w spotkaniu przeciwko AS Roma, który jego drużyna wygrała 2:0. Po rundzie jesiennej sezonu 2018/2019 i łącznie trzech występach w barwach SPAL, władze Torino FC oraz sam zawodnik zdecydowali się na wypożyczenie do drużyny Serie B, Ascoli Calcio.

## Kariera reprezentacyjna
Vanja był etatowym zawodnikiem młodzieżowych reprezentacji Serbii. Brał udział również w Mistrzostwach Europy U-19 w 2014 roku oraz w Mistrzostwach Świata U-20 w 2015 roku. W pierwszym w wymienionych turniejów Serbia zajęła 3-4. miejsce, natomiast na MŚ w 2015 roku reprezentacja Serbii wygrała cały turniej.

## Statystyki kariery
(aktualne na dzień 31 stycznia 2019)
| Klub               | Sezon              | Liga               | Liga  | Liga   | Puchar kraju | Puchar kraju | Europa | Europa | Suma  | Suma   |
| Klub               | Sezon              | Liga               | Mecze | Bramki | Mecze        | Bramki       | Mecze  | Bramki | Mecze | Bramki |
| ------------------ | ------------------ | ------------------ | ----- | ------ | ------------ | ------------ | ------ | ------ | ----- | ------ |
| Manchester United  | 2014/15            | Premier League     | 0     | 0      | 0            | 0            | –      | –      | 0     | 0      |
| Vojvodina (wyp.)   | 2014/15            | Super liga         | 17    | 0      | 2            | 0            | 0      | 0      | 19    | 0      |
| Manchester United  | 2015/16            | Premier League     | 0     | 0      | 0            | 0            | 0      | 0      | 0     | 0      |
| Lechia Gdańsk      | 2015/16            | Ekstraklasa        | 11    | 0      | 0            | 0            | –      | –      | 11    | 0      |
| Lechia Gdańsk      | 2016/17            | Ekstraklasa        | 18    | 0      | 0            | 0            | –      | –      | 18    | 0      |
| Torino FC          | 2017/18            | Serie A            | 1     | 0      | 3            | 0            | –      | –      | 4     | 0      |
| SPAL 2013          | 2018/19            | Serie A            | 2     | 0      | 1            | 0            | –      | –      | 3     | 0      |
| Ascoli Calcio      | 2018/19            | Serie B            | 0     | 0      | 0            | 0            | –      | –      | 0     | 0      |
| Ogólnie w karierze | Ogólnie w karierze | Ogólnie w karierze | 49    | 0      | 6            | 0            | 0      | 0      | 55    | 0      |

## Sukcesy

### Reprezentacja
- Mistrzostwa Europy U-19 2014: 3-4. miejsce
- Mistrzostwa Świata U-20 2015: 1. miejsce